# Shallow Life
«Shallow Life» — п'ятий студійний альбом італійського готичного альт-метал-гурту Lacuna Coil. Реліз відбувся 1 квітня 2009 року.

## Список композицій
Автор слів Lacuna Coil & Don Gilmore, автор музики Lacuna Coil. 
| #   | Назва              | Тривалість |
| --- | ------------------ | ---------- |
| 1.  | «Survive»          | 3:34       |
| 2.  | «I Won't Tell You» | 3:49       |
| 3.  | «Not Enough»       | 3:40       |
| 4.  | «I’m Not Afraid»   | 3:22       |
| 5.  | «I Like It»        | 3:42       |
| 6.  | «Underdog»         | 3:40       |
| 7.  | «The Pain»         | 4:00       |
| 8.  | «Spellbound»       | 3:21       |
| 9.  | «Wide Awake»       | 3:51       |
| 10. | «The Maze»         | 3:38       |
| 11. | «Unchained»        | 3:22       |
| 12. | «Shallow Life»     | 4:00       |

| Обмежений діджіпак & Видання від iTunes | Обмежений діджіпак & Видання від iTunes | Обмежений діджіпак & Видання від iTunes |
| #                                       | Назва                                   | Тривалість                              |
| --------------------------------------- | --------------------------------------- | --------------------------------------- |
| 13.                                     | «Oblivion»                              | 4:08                                    |

| Ексклюзивний CD & DVD діджіпак від Play.com | Ексклюзивний CD & DVD діджіпак від Play.com                                                   | Ексклюзивний CD & DVD діджіпак від Play.com |
| #                                           | Назва                                                                                         | Тривалість                                  |
| ------------------------------------------- | --------------------------------------------------------------------------------------------- | ------------------------------------------- |
| 1.                                          | «Video for lead single "Spellbound"» (Exclusive to UK customers who ordered through Play.com) |                                             |

| Японське видання (бонусний трек) | Японське видання (бонусний трек) | Японське видання (бонусний трек) |
| #                                | Назва                            | Тривалість                       |
| -------------------------------- | -------------------------------- | -------------------------------- |
| 14.                              | «The Last Goodbye»               | 4:15                             |

| Спеціальне видання: Диск 2 (Диск 1 такий же самий як і стандартне видання) | Спеціальне видання: Диск 2 (Диск 1 такий же самий як і стандартне видання) | Спеціальне видання: Диск 2 (Диск 1 такий же самий як і стандартне видання) |
| #                                                                          | Назва                                                                      | Тривалість                                                                 |
| -------------------------------------------------------------------------- | -------------------------------------------------------------------------- | -------------------------------------------------------------------------- |
| 1.                                                                         | «The Last Goodbye»                                                         | 4:15                                                                       |
| 2.                                                                         | «Leaving Alone»                                                            | 4:09                                                                       |
| 3.                                                                         | «Oblivion»                                                                 | 4:09                                                                       |
| 4.                                                                         | «Spellbound» (acoustic)                                                    | 2:52                                                                       |
| 5.                                                                         | «Closer» (acoustic)                                                        | 3:36                                                                       |
| 6.                                                                         | «Within Me» (acoustic)                                                     | 3:14                                                                       |
| 7.                                                                         | «Survive» (live)                                                           | 3:47                                                                       |
| 8.                                                                         | «I'm Not Afraid» (live)                                                    | 3:34                                                                       |
| 9.                                                                         | «I Won't Tell You» (live)                                                  | 3:53                                                                       |
| 10.                                                                        | «Tight Rope» (live)                                                        | 4:22                                                                       |
| 11.                                                                        | «Fragments of Faith» (live)                                                | 4:18                                                                       |
| 12.                                                                        | «The Game» (live)                                                          | 3:39                                                                       |

## Чарти
| Чарт (2009)                                  | Місце |
| -------------------------------------------- | ----- |
| Австрія Ö3 Austria Top 40                    | 68    |
| Бельгія Flanders Albums                      | 74    |
| Бельгія Wallonia Albums                      | 60    |
| Канада Canadian Albums Chart (Billboard)     | 44    |
| Нідерланди Dutch Albums (MegaCharts)         | 76    |
| Європейський Союз European Albums Chart      | 39    |
| Франція French Albums Chart                  | 46    |
| Німеччина German Albums Chart                | 52    |
| Греція Greek Albums Chart                    | 15    |
| Ірландія Irish Albums (IRMA)                 | 55    |
| Італія Italian Albums (FIMI)                 | 25    |
| Японія Japanese Albums Chart (Oricon)        | 76    |
| Іспанія Spanish Albums Chart (PROMUSICAE)    | 95    |
| Швейцарія Swiss Albums (Schweizer Hitparade) | 64    |
| Велика Британія UK Albums Chart              | 42    |
| Велика Британія Rock Chart                   | 2     |
| США Billboard 200                            | 16    |
| США Top Rock Albums (Billboard)              | 2     |

## Учасники запису
Lacuna Coil
- Андреа Ферро — чоловічий вокал
- Крістіна Скаббіа — жіночий вокал
- Марко "Маус" Біацці — електрогітара
- Крістіано "Піцца" Мігліоре — ритм-гітара
- Марко Коті Зелаті — бас-гітара, клавішні
- Крістіано "КріЦ" Моццаті — барабани, ударні